# María Eugenia de Jesús
Santa María Eugenia de Jesús, o Marie-Eugénie de Jésus en francés, nombre secular: Ana Eugenia Milleret de Brou (Metz, 25 de agosto de 1817 - París, 10 de marzo de 1898) fue una religiosa católica francesa, fundadora de la congregación apostólica Religiosas de la Asunción. Fue beatificada en 1975 y canonizada en 2007, y su fiesta se fijó el 10 de marzo. Ella es una candidata en análisis a Doctora de la Iglesia.

## Biografía
Anne-Eugénie Milleret de Brou nació en Metz el jueves 25 de agosto de 1817. Compartió su infancia entre la casa natal de los Milleret de Brou y la vasta propiedad de la familia en Preisch, cerca de la frontera entre Luxemburgo, Alemania y Francia. Creció en el seno de una familia no religiosa cuyo padre, volteriano, era un alto funcionario y su madre, una excelente educadora, que solo practicaba un formalismo religioso. Ana Eugenia tendrá un verdadero encuentro místico con Jesucristo el día de su primera comunión, en la Navidad de 1829, en la Iglesia de Santa Sigolena.
En 1830, su padre cae en la ruina y tiene que vender el Castillo de Preisch y más tarde la casa de Metz. Sus padres se separan; ella se va a París con su madre, a la que una epidemia de cólera - una enfermedad que en aquella época azotaba con gran fuerza París - se llevará brutalmente en 1832. La recoge una familia amiga rica en Châlons. En su adolescencia de 17 años, conocerá el desarraigo y la soledad en medio de las mundanidades que la rodean: "Viví unos años preguntándome sobre la base y el efecto de las creencias que no había comprendido… Mi ignorancia de la enseñanza de la Iglesia era inconcebible y con todo había recibido las instrucciones comunes del catecismo." (Carta al P. Lacordaire, 1841). Su padre la hace volver a París.
Durante la Cuaresma de 1836, encuentra la luz al oír al P. Lacordaire predicar en la Catedral de Notre-Dame. "Vuestra palabra despertaba en mí una fe que nada pudo hacer vacilar." "Mi vocación empezó en Notre-Dame" dirá más tarde. Se apasiona por la renovación del cristianismo suscitada por Lamennais, Montalembert y sus amigos.
Entre ellos está el padre Combalot, al que oye predicar en San Sulpicio en marzo de 1837. Ana Eugenia se encontrará por primera vez con él en San Eustaquio. El soñaba en fundar una congregación dedicada a Nuestra Señora de la Asunción, para formar a jóvenes de los medios dirigentes, la mayoría irreligiosos. Ella soñaba en la vocación religiosa. Primero duda en seguirla, luego la acepta.
EL P. Combalot la envía al Convento de la Visitación de La Côte-Saint-André (Isère), experiencia que dejará en ella la marca del espíritu y de la espiritualidad de San Francisco de Sales. Ya tiene las bases de su pedagogía; rechaza una educación mundana en la que la instrucción cristiana es muy poca; quiere un cristianismo auténtico y no un barniz superficial; quiere dar a las jóvenes una educación de todo el ser a la luz de Cristo.
En abril de 1839, se le unen dos jóvenes para realizar este proyecto, en un apartamento pequeño de la rue Férou; en octubre, serán ya cuatro en un piso de la calle de Vaugirard; estudian teología, la Sagrada Escritura y las ciencias profanas. Kate O’Neill, una irlandesa, ya está con ellas, y tomará el nombre en religión de Thérèse-Emmanuel; de fuerte personalidad, acompañará a María Eugenia de Jesús ofreciéndole su amistad y su ayuda durante toda su vida.
Las hermanas se separan definitivamente del P. Combalot en mayo de 1841. Su manera de dirigir la obra era muy desconcertante y sus relaciones con el arzobispo de París eran un tanto desmesuradas, lo que podía poner en peligro la obra naciente. Monseñor Affre les ofrece el apoyo de su vicario general, Monseñor Gros. Fue una liberación. Las hermanas vuelven a los estudios y hacen su primera profesión religiosa el 14 de agosto de 1841.
La pobreza en la que vivían era grande y la comunidad no aumentaba. Esto no impidió a S. María Eugenia abrir el primer colegio en la primavera de 1842, en el Impasse des Vignes. Más tarde se instala en Chaillot porque la comunidad crece y es cada vez más internacional. Se queja a veces de los sacerdotes y de los laicos demasiados replegados en sus costumbres piadosas:"Su corazón no latía por nada que fuera grande."
En octubre de 1838, se encontrará con el P. d’Alzon que fundará los Asuncionistas en 1845. Esta gran amistad durará 40 años. Impregnado de las ideas de Lamennais, lleno de amor a Jesucristo, unido a la Iglesia, arrastra a Ana Eugenia; ella le modera. Es combativo; ella mesurada. Las fundaciones se multiplican a través del mundo. Roma reconoce a esta nueva Congregación en 1867. Las Constituciones o la Regla de la Congregación de la Asunción se aprobarán definitivamente el 11 de abril de 1888.
La muerte del P. d’Alzon en 1880 presagia el despojo que ella había entrevisto como necesario en 1854: "Dios quiere que todo caiga a mi alrededor." S. Thérèse-Emmanuel morirá el 3 de mayo de 1888, y su soledad se hace más profunda.
El crecimiento de la Congregación es ya una carga pesada para ella. Entre 1854 y 1895, nacen nuevas comunidades en Francia, luego las fundaciones en Inglaterra, España, en Nueva Caledonia, en Italia, en América Latina, en Filipinas. Los viajes se suceden, las construcciones, los estudios, las decisiones…
Pero su preocupación constante será siempre su intuición inicial a la que las hermanas tienen que responder, fieles a las llamadas del Señor y sin medianías. "En la educación, una filosofía, un carácter, una pasión. Pero ¿qué pasión dar? La de la fe, la del Amor, la de la realización del Evangelio». O más aún: "Sería una locura no ser lo que se es con la mayor plenitud posible." Las religiosas serán profesoras educadoras adaptándose a las necesidades que va presentando la evolución de la vida y de la Iglesia, sin dejar de lado las observancias monásticas.
Cuando descubre la debilidad de la vejez, "un estado en el que solo queda el amor", se va borrando poco a poco. "Solo me queda ser buena." Su salud se altera. Vencida por una parálisis en 1897, no le quedará más que su mirada para expresar esa bondad. El 10 de marzo de 1898, se encuentra definitivamente con Cristo resucitado, su única pasión mientras ella estaba en la tierra.

## La experiencia espiritual de Santa María Eugenia
Toda experiencia espiritual está unida a nuestra historia personal, al mundo en el que vivimos, a las personas que nos rodean (hermanos, familia, amigos, congregación…)
Cada una de nosotros tiene su camino espiritual y cada camino es único, una vida en el espíritu y una vida según el Espíritu de Dios. Es importante saber cual es nuestro camino y nuestra vida y experiencias espirituales.
María Eugenia ha hecho su camino espiritual. Al fin de su vida toma conciencia de haberlo recorrido. Después de su muerte, a través de las personas que vivieron con ella u a través de sus escritos, es cuando vemos dibujarse ms claramente este camino.
El contexto del camino espiritual de María Eugenia.
Un itinerario o un camino espiritual está marcado por el mundo por el que se vive. El siglo XIX francés fue un siglo muy rico en muchos aspectos, y de muchos cambios desde un punto de vista político, social, económico.
Algunos puntos de referencia para comprender mejor la experiencia de Santa María Eugenia de Jesús:
	Ana Eugenia Milleret nace en Lorraine, una región que limita con tres países diferentes: Francia, Alemania, Luxemburgo. En su familia hay antecedentes belga, italiano, francés… vive en un contexto internacional, con múltiples contactos sociales, en una vida familiar intelectualmente de su tiempo (sobre todo a través de la lectura).
Su familia; una familia buena en el sentido de una usencia de maldad; un clima sano a pesar de los desacuerdos familiares. En torno a ella se crea un cierto vacío a nivel de la religión. Solo nos cuenta la gracia de si primera comunión (la contara varias veces a lo largo de su vida)
En la familia, vivió acontecimientos dolorosos: la separación de sus padres, la muerte de su madre, de varios hermanos, la ruina económica de la familia…. Por su situación social, familiar, Ana Eugenia vivía una vida social mundana, de fiestas, de salones….
	A partir de su conversión (cuaresma 1836, en Notre-Dame de Paris) Ana Eugenia empieza a hablar de su vida, a releer su historia, a descubrir la presencia de Dios en ella, a volver sobre el acontecimiento fundente de su fe y de su experiencia espiritual.
Ana Eugenia amaba la vida, el mundo a su alrededor y en ella misma. Debió vivir una soledad afectiva, muchos sufrimientos, momentos difíciles a nivel de su fe, el sentimiento, a veces, de la ausencia de Dios, una falta de consuelo en la fe… Como también vivimos nosotros…
En este mundo, descrito brevemente, es en el que Ana Eugenia ha vivido su experiencia espiritual.
	Dos acontecimientos fundadores de la experiencia espiritual de Santa María Eugenia.
Todos conocemos esta página de María Eugenia, una página escrita en 1841 (¿?) sobre el acontecimiento de 1829. En este texto encontramos lo esencial de su experiencia espiritual.
	Dios estaba presente en la vida de Ana Eugenia antes de su primera comunión, y ya entonces había conocido la pérdida de la fe.
… Me asombro tanto más cuanto que este tiempo apenas rezaba y que ya había perdido la fe.
Dios buscaba a Ana Eugenia:
… soñaba en las gracias que Dios me ha hecho para atraerme a EL desde mi infancia…
Ana Eugenia buscaba a Dios. Tenía una gran sed de absoluto; Aquel que es el Absoluto habita en el corazón de María Eugenia desde su infancia y su adolescencia. La gracia de la primera comunión se encuentra con sed. Dios se da a conocer como el Grande- la inmensidad de Dios-el completamente Otro. No olvidemos que estamos en el siglo XIX, el siglo del seísmo, de las grandes ideas de Dios. Más tarde ella nos dirá que hay que tener una gran idea de Dios. Pero el Dios de María Eugenia es Grande porque es el Amor, la Bondad que se entregan. Dios es DON.
Dios será siempre el horizonte de su vida: una presencia, una Providencia, una alegría. Al principio será sobre todo su Creador a quien ella debe todo, de quien recibe todo. Hay en ello un gran impulso de adoración. A través del tiempo y de la experiencia, María Eugenia conocerá a Dios como Padre, un Padre que le llama a la existencia, a una existencia cada vez más plena.
Amar a Dios es una alegría para María Eugenia. Pero Dios es invisible, no podemos olvidarlo. Aquí es donde encontramos una lógica absoluta en María Eugenia: Si Dios es, si Dios existe, si es Amor, si recibimos todo de El… EL es el todo de nuestra vida. La lógica de María Eugenia es una lógica de fe, pero esta lógica se le impones como una consecuencia de su experiencia de Dios.
Es experiencia de la grandeza de Dios está unida a otra experiencia:
	Una experiencia de separación silenciosa de todo aquello a lo que estaba hasta entonces unido de alguna manera para entrar sola en la inmensidad de Aquel que poseía por primera vez.
Experiencia de unión a Dios y de reparación de todo lo demás para encontrar ese todo de otra manera, en Dios: para unirse a Dios, vivir para EL SOLO, vivir de su vida… pero también para poder acoger, mirar, contemplar toda realidad huma a partir de Dios. Separación no es abandono. La realidad de Dios pide a aquel que se une a EL otra manera de vivir, de pensar, actuar de estar en el mundo. María Eugenia hará del resto de su vida un camino para llegar a esta desposesión de si para pertenecer a Dios solo, para no ocuparse de otros asuntos ms que de los de Dios. Esto pide un trabajo espiritual y María Eugenia quiso comprometerse en él. Este trabajo espiritual no tenía otro fin que la perfección del amor hacia aquel que era verdaderamente todo para ella.
María Eugenia tenía conciencia de esto pero sabía también que ella no era totalmente de Dios, de ahí este camino espiritual hacia una pertenecía real a Dios que fue la gran y única preocupación de su vida, camino que ha estado marcado por múltiples conversiones. María Eugenia hizo, en el fondo, una experiencia de verdadera conversión: el centro ya no está en ella misma; Lafuente de su vida esta en Dios
Esta experiencia de DIOS hizo brotar una dimensión en la vida de María Eugenia: hacer que su vida fuese un camino hacia la pertenencia total de Dios y poner toda sus fuerzas al servicio de los asuntos de Dios. Dicho de otra manera, una vida con Dios y una vida para los otros, camino de unidad, de unificación de la existencia.
Unas líneas de la carta a la Congregación sobre el camino de santidad de M.M.E. nos recordaba esto mismo:
	“El camino hacia la santidad es un camino de separación y unión, de ruptura para crear un nuevo lazo de unión. La vida religiosa es ¡para María Eugenia un camino que conduce a la santidad: En la vida religiosa solo se vive feliz y contento de/ando a Dios a hacer en nosotros todo lo que quiera… y quitarnos todos los apegos. Es la santidad de Dios la que lo quiere. Perteneciendo tan de cerca a J.C. se compromete uno más estrechamente a imitarle y esto dice todo, porque la vida de N.S. es tan perfecta y esta tan lejos de todas nuestras inclinaciones… que para reproducirla en nosotros nos quita todo lo demás… Para llegar a ello hay que trabajar de todo corazón y no hay mayor felicidad en este mundo que emplear su vida en este trabajo.
En esta experiencia de Dios, María Eugenia presentía ya una experiencia de Jesucristo y una experiencia de la Iglesia:
	De Jesucristo, el Mediador, el camino hacia el Padre:
Cuando hice mi primera comunión, me parecía que Aquel a quien acababa de recibir me llevaba hacia el trono de Dios, para rendirle, en mi, el homenaje que yo sola no era capaz de rendirle.
	De la Iglesia:
Cuando más lo pienso, más me asombro de este sentimiento que dejó entonces tan poco huella y que se ha realizado por completo. Hoy apenas veo una persona de las que conocí en mi niñez: familia, pasión, casa, todo ha cambiado. Ya no tengo como Madre más que a la Santa Iglesia Católica.

## Milagro reconocido
Un matrimonio francés deseaba tener un hijo que nunca llegó. Decidieron adoptar una niña y pensaron en Filipinas pues era más fácil obtener la adopción que en Francia. Se pusieron en contacto con nuestras hermanas en Filipinas. Las hermanas buscaron una forma de adopción y conocieron una chica que no deseaba a la niña que estaba esperando. La convencieron de que llevara a término el embarazo, asegurándole que la niña, tendría una familia.
Buscaron entonces una familia conocida que se ofreció a recoger a la niña a la espera del matrimonio francés. Esta familia filipina, tenía ya dos hijas adoptadas. Era una familia rica en donde se vivía con muchas comodidades y cuya madre viajaba continuamente por Filipinas y el extranjero por su trabajo en una agencia de viajes. Cuando recibieron a la niña recién nacida, en poquísimo tiempo se dieron cuenta de que no respondía con normalidad a los estímulos que recibía y la llevaron al médico.
Tras hacerle muchas pruebas se diagnosticó una mal formación cerebral grave (que calificarían más tarde como síndrome de De Morsier o displasia septo-óptica (DSO). Los lóbulos del cerebro de la niña, estaban separados y al no haber conexión entre ellos las consecuencias eran gravísimas: la niña no podría ver, ni hablar, ni oír ni tampoco caminar. Su vida sería casi vegetal.
La familia volvió muy triste y en los días anteriores a la llegada del matrimonio francés, la cuidaron lo mejor posible. Cuando la familia francesa llegó, la familia filipina dijo a las hermanas que habían hablado entre ellos y que ya no podían separarse de la niña. Lo sentían por la familia francesa pero se les buscaría otra niña. Esperaban que lo comprendiesen.
Risa (que era el nombre de la niña) había llegado a su casa enferma, la recibían como un regalo de Dios y estaban dispuestos a hacer todo lo que fuera posible porque la niña mejorara, pensaban decididamente pedirle el milagro a María Eugenia. Añadieron al nombre de la niña el de Eugenia, y Risa Eugenia y ellos empezaron el recorrido de los médicos en Filipinas y Estados Unidos, tratando de que la niña mejorara. Fue una peregrinación larga, la medicina intervino con los adelantos que surgían.
La familia, los amigos, las hermanas de la Asunción rezaban por Risa encomendándola a María Eugenia, Risa llevaba siempre prendida en su ropa su reliquia y… empezó a funcionar como una niña normal. Según iban pasando los meses Risa hacía lo que cualquier niño de su edad: veía, oía, empezó a hablar, a caminar... los médicos no se lo explicaban. Hacían radiografías y comprobaban que su cerebro estaba en las mismas condiciones, y sin embargo las funciones que realizaba Risa estaban muy por encima de lo que ellos hubieran podido prever.
Ahora, Risa va al colegio de la Asunción de Manila. Estudia y es inteligente, ha hecho su primera comunión y no toma más medicina que una hormona que necesita para el crecimiento.

## Etapas de su vida
Ana Eugenia: Su infancia
Nace en una familia acomodada e incrédula, en 1817, en Metz, después de la derrota definitiva de Napoleón y la restauración de la monarquía. Ana Eugenia no parecía en absoluto estar destinada a trazar un nuevo camino espiritual.
Su padre, volteriano y liberal está haciendo fortuna en el mundo de la banca y en la política. De gran sensibilidad, Eugenia recibe de su madre una educación que le proporciona una gran sensibilidad y un sentido del deber. La vida de su familia desarrolla en ella una curiosidad intelectual y el espíritu romántico, un interés por las cuestiones sociales, la costumbre de una mirada amplia. Esta educación, alejada de la Iglesia, de Cristo, de la escuela, está marcada por una gran libertad unida a la responsabilidad. La bondad, la generosidad, la rectitud y la sencillez aprendidas junto a su madre le harán decir más adelante que su educación era más cristiana que la de muchos católicos muy piadosos de su tiempo. La costumbre hacía que, como su contemporánea George Sand, Ana Eugenia asistiese a Misa los días de fiesta. Había recibido los sacramentos de la iniciación cristiana sin comprometerse a nada. Su primera comunión, sin embargo, fue una gran experiencia mística que le reveló todo el secreto del futuro. Pero la niña de doce años no decía nada, ¡creyendo que todos los niños tenían una experiencia parecida al recibir la hostia por primera vez! Esto tendría un sentido profético mucho más tarde. Así, después de su conversión, escribirá que en realidad, Cristo no contaba nada en su formación.
Ana Eugenia: Su juventud
En su juventud es feliz, pero no sin sufrimientos. Su infancia está marcada por la muerte de su hermano mayor y la de una hermana de poca edad, por una salud frágil y una caída que le dejarán secuelas. Eugenia era madura para su edad, sabrá ocultar sus sentimientos y hacer frente a lo que venga. Más tarde verá, después de un período de gloria para su padre, la quiebra de los bancos, la desavenencia y la separación de sus padres, la pérdida de toda seguridad. La casa familiar, el castillo en el campo, el gran parque serán precintados y su hermano Luis, cercano por la edad y fiel compañero de juegos, irá a vivir con su padre. Se fue a vivir a París con su madre, a la que tanto quería; la verá atacada por el cólera y desaparecer en pocas horas, dejando a su hija sola en el mundo a los 15 años. Después de un período en una familia tan mundana como superficial, Eugenia se encontrará confiada por su padre a su prima, en una familia piadosa, aburrida y sofocante. Esta herencia y estos acontecimientos son los componentes de la vida espiritual de la que será Madre maría Eugenia de Jesús. De este substrato humano en contacto con la gran Tradición de la Iglesia, nacerá la espiritualidad de la Asunción. En el umbral de su conversión, la encontramos en sus Notas íntimas, adolescente seria, de reflexión profunda y de emotividad viva, de un gran sentido común y también de una gran sensibilidad, sedienta del Absoluto y muy abierta a lo Trascendental.
Su conversión
Eugenia Milleret tiene 19 años y se prepara para presentarse en sociedad. Sabe que es guapa e inteligente; en las fiestas está alegre y atractiva. Su padre está orgulloso de ella y piensa en hacerle una buena boda. Por su parte, Eugenia, padece una soledad amarga y pasa por una crisis de inteligencia y de corazón. Pero su corazón late por las grandes causas: el futuro, el destino, la nobleza moral de nuestro país, y al mismo tiempo, busca el amor que podría llenar su vida. Por medio de esta crisis de adolescencia, cristo se le dará a conocer y decidirá la orientación de su vida. Es Cuaresma de 1836. El sacerdote Lacordaire, joven pero ya conocido por su talento de orador, predica en la catedral de Notre Dame de París. Eugenia se encuentra entre la multitud. Este antiguo discípulo de Lamennais lleno como él por la visión de una Iglesia renovada y por su papel en el mundo- Lacordaire comprende a su tiempo y quiere cambiarlo. Conoce a los jóvenes con sus interrogantes y sus aspiraciones, su idealismo y su ignorancia de Cristo y de la Iglesia. Su palabra penetra en el corazón de Eugenia, responde a sus preguntas y despierta su generosidad. Eugenia ve a Cristo como Liberador universal, y a su reino en la tierra como una sociedad fraterna y justa. Estaba realmente convertida, escribe, y había concebido el deseo de dar todas mis fuerzas o más bien toda mi debilidad a esta Iglesia que desde ahora a mis ojos era la única que aquí abajo tenía el secreto y el poder del bien. Pasando por encima de su timidez, Eugenia busca consejo en el Padre Lacordaire que la orienta hacia los estudios, y hacia la renovación de su inteligencia. Nada le parece demasiado difícil. En este momento otro predicador, también antiguo discípulo de Lamennais, entra en escena. En el confesionario, el sacerdote Combalot se da cuenta de que está tratando con un alma de élite y designa a Eugenia como fundadora de la Congregación con la que sueña desde hace tiempo. Insistiendo en el hecho de que esta fundación es la voluntad de Dios y que Dios la ha escogido para realizar esta obra, el sacerdote Combalot persuade a Eugenia para que asuma su proyecto: una obra de educación. La convence de que solo por la educación se podrá evangelizar a las inteligencias y así transformar la sociedad de su tiempo.
Mª Eugenia de Jesús: Fundadora
A los 22 años, Mª Eugenia se convierte en fundadora de las Religiosas de la Asunción, entregadas a consagrar toda su vida y todas sus fuerzas para extender el reino de Cristo en ellas mismas y en el mundo. En 1839, con otras dos jóvenes, y bajo la mirada de una mujer, que ayudaba en la casa y que no se daba cuenta de nada, Mª Eugenia empieza una vida comunitaria de oración y de estudio en un apartamento de la calle Ferou, a la sombra de “San Sulpicio” en París. En 1841, abrirán el primer colegio con la ayuda de la Señora de Chateubriand, Lacordaire, Montalembert y sus amigos. Corre el rumor de que han rechazado magníficas bodas y que saben hablar inglés. En pocos años la comunidad contará con dieciséis hermanas de cuatro nacionalidades. Mª Eugenia y los primeros miembros de la Asunción tienen la intención de unir lo antiguo y lo nuevo; unir los antiguos tesoros de espiritualidad y de sabiduría de la Iglesia en una forma de vida religiosa y de educación capaz de satisfacer las exigencias de los espíritus modernos. Se trata de asumir los valores de la época y, al mismo tiempo, inscribir los valores evangélicos en la cultura que está naciendo en esta nueva era industrial y científica. La congregación desarrollará una espiritualidad centrada en Cristo y en la Encarnación, será a la vez profundamente contemplativa y entregada a la obra apostólica. Será una vida vivida en la búsqueda de Dios, el amor y el servicio a los demás. Desde ahora habrá un estilo de vida, una manera de ser, de pensar y de actuar que serán reconocidos como “de la Asunción”.
Madre Maria Eugenia: Superiora General
Fundadora, después Superiora General responde con prontitud a las peticiones de los obispos para contribuir a la transformación de la sociedad, en el mundo, por la educación. Mª Eugenia de Jesús ha tenido una vida larga, que casi ha llenado el siglo XIX. Amaba su tiempo con ardor y participaba activamente en su historia. Progresivamente todas sus energías fueron canalizadas de una manera o de otra en el desarrollo y en la extensión de la Congregación, la obra de su vida. Dios le concedió hermanas y amigos. INIA de las primeras hermanas era irlandesa, mística y amiga íntima de Mª Eugenia, al final de su vida, podía llamarla “la mitad de mi misma”. Kate O´Neill, en religión Madre Thérèse Emmanuel, es considerada como cofundadora. El Padre Emmanuel d´Alzon, convertido en el director espiritual de Mª Eugenia poco después de la fundación será su padre, hermano, y amigo según los momentos. En 1845, fundó los Agustinos de la Asunción y los dos fundadores se ayudaron mutuamente en muchos aspectos durante cuarenta años. Los dos tenían un don de amistad y han trabajado en la Iglesia con muchos seglares. Juntos, siguiendo a Cristo, religiosos, religiosas y seglares han trazado el camino de la Asunción y han tenido sitio en la inmensa nube de testigos. En 1878, rica en experiencia de 40 años a la cabeza de las Religiosas de la Asunción, la M. Mª Eugenia se puso a reflexionar sobre el camino recorrido, el camino que el Señor le había encomendado para trazarlo con sus hermanas, con la Orden Tercera y con amigos: las actitudes y los medios que les habían ayudado, las convicciones y los criterios que les guiaron, lo que el Señor había hecho en ellas y en la Congregación. Para sus hermanas, - y para aquellos que sentirían los mismos incentivos y parecidas llamadas, que adoptarían su modo de seguir y de servir a Cristo- ha dado una serie de charlas sobre el espíritu de la Asunción, el más precioso de nuestros bienes. Mª Eugenia muere en 1898, el 10 de marzo, rodeada de todas las superioras que vinieron a rezar alrededor de ella.

## Fechas importantes
26 de agosto de 1817 	Ana Eugenia Milleret nace en Metz (Francia)
Familia poco creyente, ignorancia de la Iglesia, sufrimiento, búsqueda del sentido de la existencia, sed de verdad… todo ello forma parte de la primera experiencia humana y espiritual de la joven Ana Eugenia.
Cuaresma 1836 	A los 19 años, Ana Eugenia asiste a las Conferencias cuaresmales predicadas por el P. Lacordaire en la Catedral de Nuestra Señora de París. La palabra del P. Lacordaire ilumina su camino:
"Me sentí realmente convertida y concebí el deseo de dar todas mis fuerzas, o más bien mi debilidad, a esta Iglesia que en adelante a mis ojos era la única que poseía aquí abajo el secreto y el poder del bien."
Cuaresma 1837 	Ana Eugenia encuentra al P. Combalot que le orienta hacia la fundación de una nueva Congregación.
Octubre de 1838 	Simpatía a nivel de las ideas y este encuentro fue el principio de una relación de ayuda mutua, más tarde de una amistad, que durará más de 40 años.
30 de abril de 1839 	Con 22 años, funda la Congregación de las Religiosas de la Asunción que tendrá como misión la educación:
"Nuestra espiritualidad es lo mejor que tenemos: "Jesucristo, Rey de la eternidad, que vive en nosotros y en su Iglesia, la extensión de su Reino en nosotros y en el mundo, un gran espíritu de oración, una cierta libertad de espíritu, un espíritu comunitario y de amor fraterno, nuestro estilo de educación que brota de nuestra vida contemplativa.
9 de noviembre de 1839: Se celebra la Primera Eucaristía en la Asunción.
Entre 1841 y 1842 Llegan las primeras alumnas.
14 de agosto de 1841 	Primeros votos de las primeras hermanas
Navidad 1844 	Profesión perpetua, con un cuarto voto : «Extender por toda mi vida el Reino de Jesucristo…»
19 de enero de 1855 	Primer reconocimiento de la Congregación por Roma : Decreto Laudativo
1865 La llegada de la Asunción a Málaga , fue la primera ciudad de España que recibió a la Religiosas de la Asunción.
14 de septiembre de 1867 	Aprobación del Instituto
11 de abril de 1888 	Aprobación de las Constituciones
Extensión misionera de la Congregación. Inglaterra: Richmond (1850), España : Málaga (1865), Italia : Roma (1888), Filipinas (1892), Nicaragua (1892)…
10 de marzo de 1898 	Madre María Eugenia de Jesús muere en París
9 de febrero de 1975 	El papa Pablo VI beatifica a María Eugenia de Jesús, en el Año Santo
3 de junio de 2007 	El papa Benedicto XVI canoniza a María Eugenia de Jesús, en Roma, en la Fiesta de la Santísima Trinidad.

## Capítulos
Una Congregación es un organismo vivo, se funda en sus diferentes miembros a lo largo de su historia y a lo ancho del Mundo donde las comunidades se van insertando. El Carisma fundador que el Espíritu suscitó a María Eugenia y a las primeras hermanas, ponen los cimientos de este particular camino de vida evangélica que llamamos "Asunción". Unos fundamentos que en los primeros tiempos se iban cuajando gracias a la vida, al discernimiento y a la reflexión de esta pequeña comunidad fundadora; y que hoy forman nuestra Tradición escrita.
El documento principal de referencia y vinculación para una Congregación es sin duda la Regla de Vida. Un documento vivo que expresa con las categorías mentales y los lenguajes de cada tiempo y lugar el carisma. Nuestra Regla de Vida tiene una larga y bonita historia:
Las cuatro primeras hermanas y el padre Combalot, hicieron una primera redacción de la constituciones en 1840. La nueva comunidad asume la Regla de san Agustín, pues la Iglesia pedía a las congregaciones que iban naciendo que se enraizasen en una de las grandes órdenes.
1846. Guiadas por los consejos del padre d'Alzon, se hacen algunas modificaciones
1855. Roma aprueba por decreto los primeros estatutos
1866. Roma aprueba lo que se ha redactado de las constituciones
1866. Roma aprueba lo que se ha redactado de las constituciones
1867. Pio IX aprueba el Instituto. Desde este momento, María Eugenia no descansa en el trabajo de las constituciones. Son los años también en que tendrán lugar los capítulos de María Eugenia sobre el espíritu de la Asunción.
1888. León XIII aprobará definitivamente las Constituciones.
Con el deseo de continuar a lo largo de los años la animación, reflexión y actualización del carisma, y ante el número creciente de hermanas, los estatutos aprobados en 1855 establecen la reunión de un Capítulo general cada 6 años:
1858. Tiene lugar el primer capítulo general en Auteuil. Lo forma un pequeño número de hermanas.
El capítulo de 1864, tiene como sujeto principalmente la reflexión sobre el 4º voto, que da una orientación específica a la congregación; y la Misión en el Oriente, que el padre d'Alzon ha pedido a María Eugenia, y que el capítulo debe dar una respuesta.
El capítulo de 1864, tiene como sujeto principalmente la reflexión sobre el 4º voto, que da una orientación específica a la congregación; y la Misión en el Oriente, que el padre d'Alzon ha pedido a María Eugenia, y que el capítulo debe dar una respuesta.
1870. Se celebra la aprobación del instituto y se trabajan las constituciones.
1876. Se reflexiona sobre la vinculación que existe con los padres de la Asunción en el momento en que el padre d'Alzon no gobierna la congregación masculina; este propone al padre Picard como visitador.
1882. Marcado por los acontecimientos sociopolíticos que vive Francia, se prevén las medidas a adoptar en el caso de ser expulsadas de Francia. Se sigue el trabajo sobre las constituciones.
1886. Urge hacer un capítulo especial ante la situación de Francia, las leyes son hostiles a la Iglesia.
1888. Es un capítulo de celebración: 50 años de vida del instituto y aprobación de las constituciones.
1894. En este capítulo dimite María Eugenia y es elegida como vicaria Mere Celestine, hasta entonces superiora en Madrid.
1898. Muere María Eugenia.
Los capítulos generales se seguirán sucediendo a lo largo de la Historia, discerniendo los signos de los tiempos y actualizando la vivencia del carisma y sus expresiones, "la Congregación entera está presente en él para renovarse en la fidelidad y crecer en la unidad para mayor gloria de Dios. Toma decisiones y establece orientaciones para la Congregación. Elige la superiora general y su Consejo" rv 102

## Fundaciones
María Eugenia funda la Asunción esencialmente por dos razones: porque esa era la voluntad de Dios y porque la Iglesia y la sociedad necesitaban formar en el cristianismo a las mujeres, que fueran verdaderamente cristianas y apasionadas, como ella misma, por el Evangelio. Mujeres capaces de educar a sus hijos y colaborar en la transformación de la sociedad a partir del Evangelio. Todo esto por medio de una educación integral. Una educación que abra la inteligencia y el corazón a las consecuencias sociales del Evangelio, para así extender el Reino: gloria de Dios y felicidad plena para el hombre. Una formación que conduce a la acción, que cada persona realiza según los dones que ha recibido de Dios, según sus capacidades naturales; en el lugar y en la vocación particular a la que ha sido llamado.
Este proyecto será el mismo en todas las fundaciones, desde la primera escuela en el callejón del Vignes, en el París de 1841. Cada camino fundacional tiene su propia historia. La fundación de cualquier obra conlleva la fundación de una comunidad. Desde el principio María Eugenia quiso marcar el estilo de vida de la Asunción, que tomará forma en las diferentes fundaciones. Un estilo de sencillez, de rectitud, de pobreza, de espíritu de familiar, de armonía formada por la sobriedad y la belleza. Este estilo de vida tenía que ser la manifestación de la experiencia espiritual, de la fuerte vida contemplativa, personal y comunitaria. Y la pasión por el Reino nacía así justamente de la vida contemplativa. Cuanto más se conoce a Dios revelado en Jesucristo, mayor es la urgencia para hacerlo conocer y amar. De ahí las dos divisas de la Congregación: "Gloria a Dios" y "Venga tu Reino".
María Eugenia y las primeras hermanas conocerán, como nosotros, éxitos apostólicos pero también fracasos. Fundar en Richmond, Inglaterra, era una cosa; fundar, el mismo año de 1849, en Ciudad del Cabo (hoy República de Sudáfrica) era otra.
La unión de María Eugenia con la Iglesia era sumamente fuerte por lo que ahí en donde la Iglesia llamaba a la Congregación, ahí iba una comunidad. La Asunción se iba fundando en cada comunidad que nacía. Fundaciones de comunidades y de obras apostólicas enraizadas en la Congregación, en la vida del Mundo y en la vida de las Iglesias Locales, llenaron la vida de María Eugenia desde 1839 hasta 1898.
Año y Lugar
1839 Fundación en París. Rue Férou
1849 Ciudad del Cabo.
1850 Richmond
1854 Sedan
1855 Nîmes
1857 Londres Auteuil: Casa madre en París
1860 Bordeaux
1862 Lyon
1865 Málaga
1866 Poitiers
1868 Reims Saint Dossier Niza
1873 Nueva Caledonia
1874 Montpellier
1876 Madrid
1877 Externado de París
1878 Ramsgate
1879 Cannes
1882 Lübeck Didmouth San Sebastián
1883 Granada
1884 Lordes Andecy
1888 Roma
1889 Rouen
1892 León, Nicaragua
1893 Loreto, Madrid
1895 Santa Ana, El Salvador 
1954 Distrito Federal, México
1955 Guatemala
1957 Guayaquil, Ecuador
1967 Querétaro, México
Fundación de México
Las Religiosas de la Asunción llegaron a México el 8 de diciembre de 1954. Se ubicaron en la colonia Águilas al sur del D.F; ahí fundaron el Colegio Asunción de México para niñas; con el paso del tiempo, respondiendo a los cambios sociales el colegio abrió sus puertas a los varones haciéndose mixto, actualmente atiende 1200 alumnos.
La riqueza del espíritu de la Asunción en México, se ha extendido más allá del ámbito escolar porque se puede educar en cualquier campo de la vida.
Hoy podemos encontrar casas que atienden una misión con los indígenas otomíes en San Idelfonso, Qro; y dos obras que trabajan en parroquias de grandes ciudades. En todos estos lugares la filosofía es la misma.
La filosofía educativa actualiza el ideal de María Eugenia, pretendiendo preparar, propiciar y facilitar, a todas las personas con las que se trabaja, un encuentro personal con Jesucristo para que su vida llegue a tener una influencia evangélica y transformadora en la sociedad. El trabajo educativo prioriza el desarrollo integral de la persona que implica la formación religiosa, moral, social, científica y cultural.
Para lograrlo se educa en: la fe, en la libertad con responsabilidad, en el sentido social y crítico, y en la educación de la inteligencia y la voluntad.

## Frases Relevantes

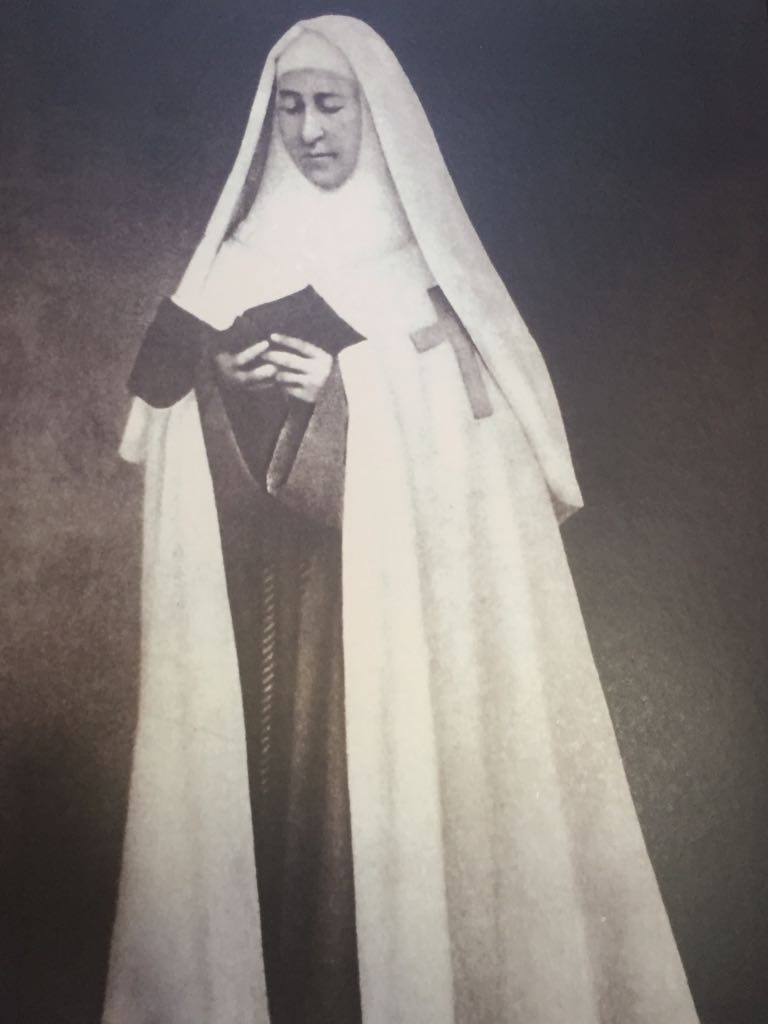
Mª Eugenia de Jesús, fotografía expuesta en la capilla del Colegio de La Asunción, Málaga.

- Mª Eugenia de Jesús, fotografía expuesta en la capilla del Colegio de La Asunción, Málaga."Es una locura no ser lo que se es con la mayor plenitud posible." (L. n.° 1.563)[4]
- "Cuando hice mi Primera Comunión, me pareció que Aquel al que acababa de recibir, me llamaba al trono de Dios para rendirle en mí, el homenaje que yo no era capaz de rendirle." (MOI 15.01.1888)[5]
- "Me abrazo a mi fe como algo que he descubierto." (N. 15/01)[6]
- "El mundo no es lo suficientemente grande para mi amor." (Vol. II n.154)[7]
- "Debo estar dispuesta a abrazar lo que Dios ama, incluso los sufrimientos, manteniéndome siempre unida a Él." (N.1234)[8]
- "No basta con conocer a Jesucristo, hay que seguirle con todo corazón." (Instr. 03.02.1878)[9]
- "Cuando se vive dispuesto a realizar la voluntad de Dios, todo se convierte en servicio y amor." (Instr. 14.04.1878)[10]
- "La mirada está puesta en Jesucristo y en la extensión de su Reino." (L. al P. Lacordaire 1841 a 44)[11]
- "Quiero aportar mi piedra a la obra de Dios." (N. 154/10)[12]
- "En La Asunción, todo es de Jesucristo, todo pertenece a Jesucristo, todo debe ser para Jesucristo." (Instr. 02.05.1884)[13]
- "El deseo de amar aumenta el amor"[14]
- “Tengo la mirada fija en Jesucristo y en la extensión de su Reino.”[15]
- "Somos pioneras, tenemos que sentir el peso de la tierra y labrar el surco"[16]
- "No cortemos las alas, orientemos el vuelo"[17]